# Geografia da Somália

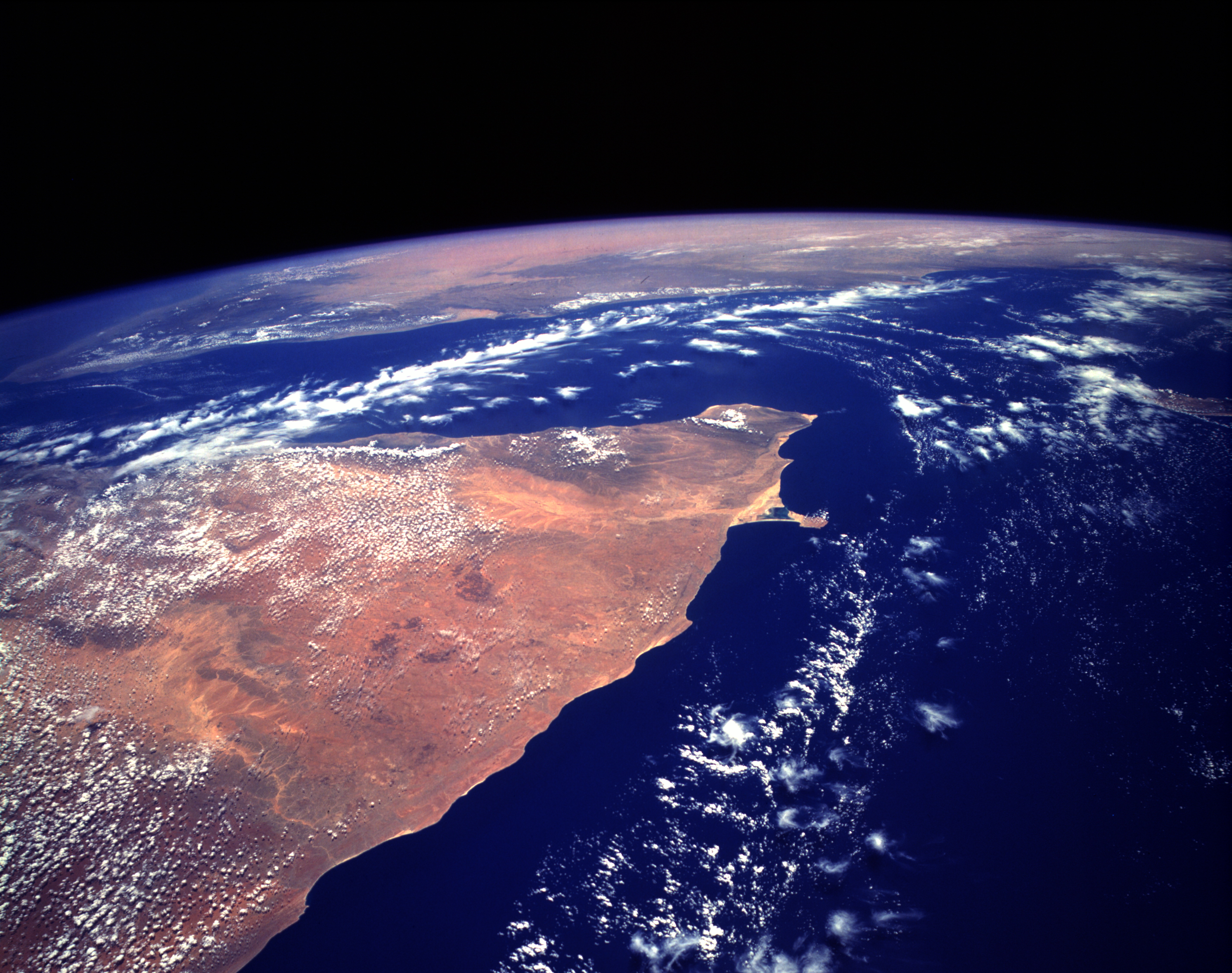
Mapa do "Chifre da África" com a Somália e países vizinhos.

A Somália é o país mais oriental da África, e ocupa uma área de 637.657 km² (aproximadamente igual à soma da área dos estados brasileiros de Minas Gerais e Espírito Santo). A região ocupada pelo país é comumente chamada Chifre da África -- pela semelhança entre o desenho de seu mapa com o chifre de um rinoceronte. A região do Chifre da África (ou Corno de África, como é conhecida em Portugal) também inclui os vizinhos Etiópia e Djibuti.
O país está situado na costa leste africana ao norte da linha do Equador, entre o Golfo de Aden, a norte, e o Oceano Índico a leste. Seu território consiste de muitos platôs, planícies e montanhas. O norte do país é montanhoso, com altitudes entre 900 e 2100 metros. As áreas do centro e do sul são planas, com altitudes inferiores a 180 m. Os rios Juba e Shabele nascem na vizinha Etiópia e atravessam o país em direção ao Oceano Índico. O Shebele, entretanto, não alcança o mar, exceto em períodos de chuva mais intensa.